# Hrecikîne, Kroleveț
Hrecikîne (în ucraineană Гречкине) este localitatea de reședință a comunei Hrecikîne din raionul Kroleveț, regiunea Sumî, Ucraina.

## Demografie
Componența lingvistică a localității Hrecikîne
     Ucraineană (97,32%)
     Rusă (2,68%)
Conform recensământului din 2001, majoritatea populației localității Hrecikîne era vorbitoare de ucraineană (97,32%), existând în minoritate și vorbitori de rusă (2,68%).